# Tecnologie di Doctor Who
Questa è una lista di tecnologie e oggetti ricorrenti della serie televisiva della BBC Doctor Who.

## C

### Cacciavite Sonico

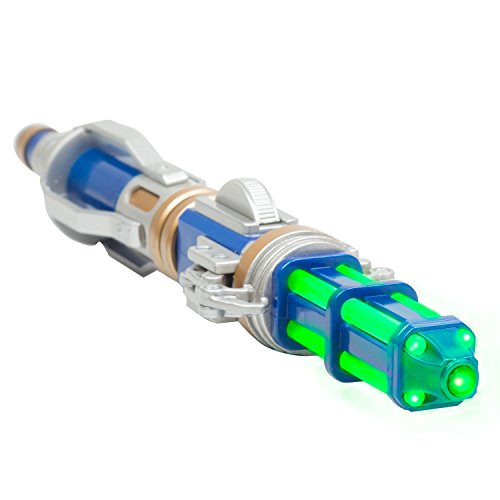
Il Cacciavite sonico del Dodicesimo Dottore

Il cacciavite sonico è uno strumento immaginario, apparso nella serie televisiva britannica Doctor Who e negli spin-off derivati dalla serie. È un oggetto multifunzione utilizzato principalmente dal Dottore. La sua funzione più utilizzata è l'apertura dei lucchetti, ma può essere utilizzato per altre operazioni, come fare scansioni mediche, controllare remotamente altri dispositivi e cercare forme di vita aliena.

### Carta Psichica
La carta psichica è un dispositivo immaginario utilizzato dal Dottore. Questo strumento appare come un normale pezzo di carta, ma ha la capacità di convincere chi la guarda che essa contiene informazioni specifiche, in base ai pensieri o alle intenzioni di chi la mostra. È una sorta di "documento universale" che può assumere l'apparenza di qualsiasi cosa, come un documento di identità, un lasciapassare o un'ordinanza ufficiale, a seconda delle necessità del Dottore.
La carta psichica sfrutta una forma di telepatia che inganna la mente dell'osservatore, facendogli vedere ciò che si aspetta o ciò che il Dottore desidera che veda. Tuttavia, non funziona su individui con menti particolarmente forti o resistenti, né su altre specie con difese mentali avanzate.

### Circuito Camaleonte
Un componente del  TARDIS che gli consente di cambiare forma per adattarsi ai suoi dintorni e rimanere poco appariscente. Il circuito sul TARDIS del dottore ha funzionato male, lasciandolo bloccato sotto forma di una scatola di polizia britannica degli anni '60. I tentativi di riparare il circuito hanno portato a risultati imprevedibili, tra cui il TARDIS che assume la forma di un organo a canne. Dal momento che questi episodi, il Dottore ha detto che è diventato appassionato del modulo di polizia, e così ha smesso di provare a ripararlo. I TARDIS di proprietà del Maestro e della Rani avevano circuiti camaleontici perfettamente funzionanti. Nell'episodio "Boom Town", il Nono Dottore spiega al Capitano Jack Harkness e Mickey Smith del circuito camaleonte e perché il TARDIS è stato "permanentemente" immaginato come una scatola di polizia. Nell'episodio "Journey's End", quando Donna Noble ha la conoscenza del Dottore nella sua testa a causa di una metacrisi biologica istantanea, inizia a dire al Decimo Dottore come può aggiustare il circuito del camaleonte, ma non finisce prima che la conoscenza nella sua testa la travolga. L'undicesimo dottore spiega ad Amy Pond (incastonata tra "L'undicesima ora" e "La bestia sotto" in una scena cancellata contenuta nello speciale Box 5 della serie Intanto nel TARDIS) che il TARDIS esegue una scansione 12-dimensionale dell'area circostante e determina quale sia la cosa migliore da trasformare in se stessa, poi si trasforma in una scatola della polizia degli anni '60. Nonostante il circuito sia rotto, il TARDIS può ancora girare invisibile come mostrato in The Invasion e "The Impossible Astronaut", sebbene il primo sia dovuto ad un attacco Cyberman, causando il malfunzionamento dello stabilizzatore visivo. Nel fumetto, "Cacciatori della Pietra che brucia", è stato rivelato che il circuito è stato appositamente rotto nel TARDIS del Primo Dottore dall'undicesimo come parte di un piano per fermare la Tribù di Gum.

## M

### Mano di Omega
La Mano di Omega è un dispositivo che può far collassare una stella in un buco nero. Omega ha presumibilmente usato questo dispositivo per sfruttare l'energia e il continuum negativo al suo interno per consentire il viaggio nel tempo. Potrebbe anche essere usato per distruggere interi sistemi stellari grazie alla sua capacità di eliminare i campi magnetici che circondano gli atomi. L'opposizione di questo dispositivo si verifica nella settima storia del medico Ricordo dei Dalek.

## O

### Occhio dell'Armonia
L'Occhio dell'Armonia è un buco nero creato artificialmente da Omega, utilizzato dai Signori del Tempo come fonte di energia per il viaggio nel tempo. Il film del 1996 Doctor Who, e l'episodio "Viaggio al centro del TARDIS", suggerirebbero più tardi che ci fosse più di un Occhio, o che il Dottore avesse bisogno di ottenere uno di loro dopo che la Rift di Cardiff si era sigillata e l'energia non più potrebbe essere sottratta dalla sua cicatrice.

### Orologio dell'invisibilità
L'orologio dell'invisibilità in Doctor Who è un dispositivo utilizzato dal dodicesimo Dottore. 
Anche se non è uno strumento che appare frequentemente nella serie, è rappresentato come un gadget tecnologico avanzato che permette a chi lo indossa di nascondersi agli occhi degli altri.

## P

### Pistola Dalek
La pistola era l'arma standard Dalek. Sebbene sia rimovibile, occupa quasi sempre uno spazio nella presa sinistra opposta al braccio manipolatore. Sebbene i Dalek qualche volta sostituissero il braccio del manipolatore con uno strumento più specializzato, non sostituiscono quasi mai l'arma, eccetto che con un altro tipo di arma.